# Русский балет Дягилева

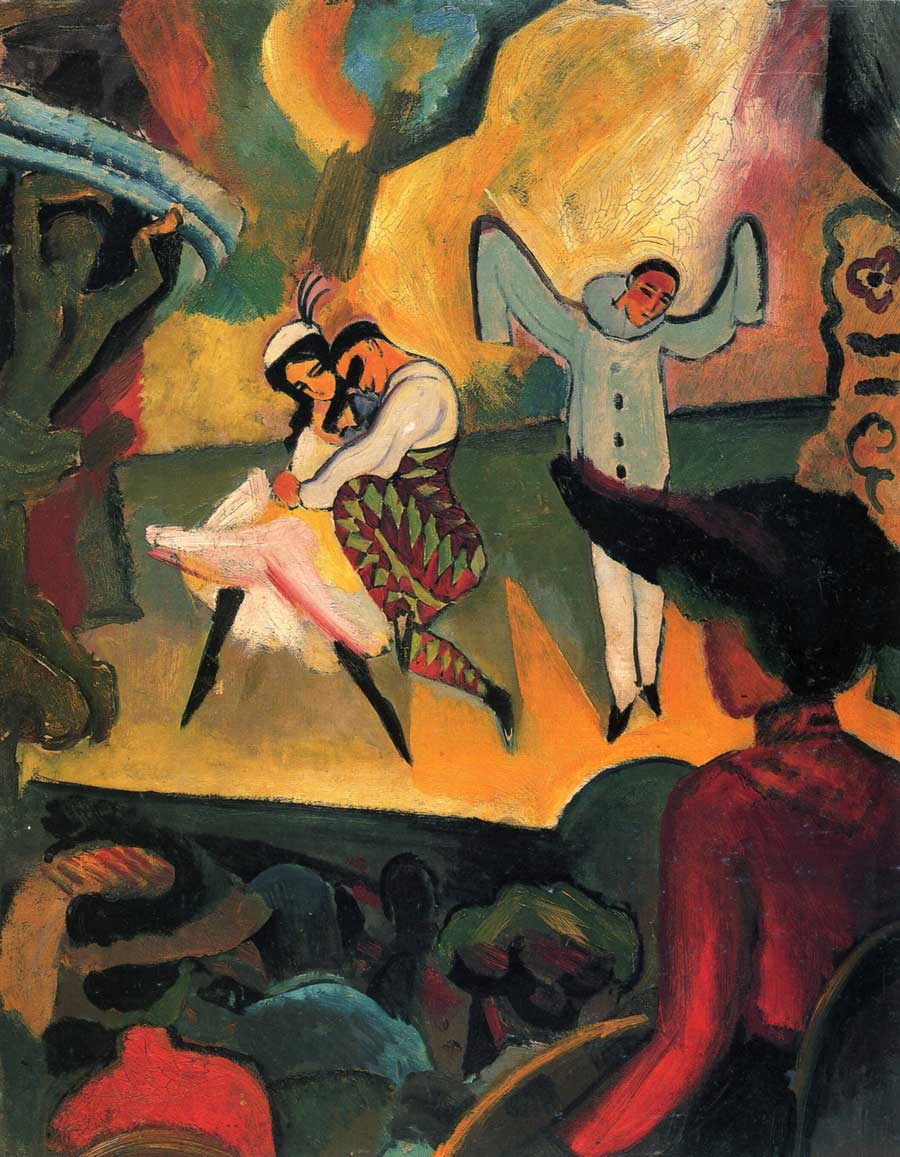
Август Макке. Русский балет (1912)

Ру́сский бале́т Дя́гилева (фр. Ballets russes, [balɛʀys]) — балетная антреприза, основанная русским деятелем театра и искусства Сергеем Павловичем Дягилевым. Выросшая из «Русских сезонов» 1908 года, функционировала на протяжении 20 сезонов вплоть до его смерти в 1929 году. Пользуясь большим успехом за рубежом, особенно во Франции и Великобритании, оказала значительное влияние не только на хореографию, но и на развитие мирового искусства в целом. Благодаря покровительству князя Монако Пьера (Полиньяка) труппа базировалась в княжестве Монако, в здании Оперы Монте-Карло.
Будучи предприимчивым организатором, Дягилев обладал чутьём на таланты. Пригласив в компанию целую плеяду одарённых танцовщиков и хореографов — Вацлава Нижинского, Леонида Мясина, Михаила Фокина, Сержа Лифаря, Джорджа Баланчина, он обеспечил возможность для совершенствования уже признанным артистам. Над декорациями и костюмами дягилевских постановок работали его соратники по «Миру искусства» художники Леон Бакст и Александр Бенуа. Позднее Дягилев с его страстью к новаторству привлекал в качестве декораторов талантливых художников Европы — Пабло Пикассо, Андре Дерена, Коко Шанель, Анри Матисса и многих других, а также русских авангардистов — Наталью Гончарову, Михаила Ларионова, Наума Габо, Антуана Певзнера. Не менее плодотворным было сотрудничество Дягилева с известными композиторами тех лет — Рихардом Штраусом, Эриком Сати, Морисом Равелем, Сергеем Прокофьевым, Клодом Дебюсси и —  в особенности — с открытым им Игорем Стравинским.
С самого начала основным направлением хореографии его сезонов стало стремление раздвинуть рамки классического балета. Эксперименты с танцевальными формами Нижинского опережали время и потому были не сразу приняты зрителями. Фокин добавил движениям «богатую пластику», а продолжатель заложенных им принципов — Мясин —  обогатил хореографию «ломаными и вычурными формами». Баланчин же окончательно отошёл от правил академического танца, придав своим балетам более стилизованное и экспрессионистское звучание.
Сезоны Дягилева — особенно первые, в программу которых входили балеты на музыку И. Ф. Стравинского «Жар-птица», «Петрушка» и «Весна священная», сыграли значительную роль в популяризации русской культуры в Европе и способствовали установлению моды на всё русское. Например, английские танцовщики Патрик Хили-Кей, Элис Маркс и Хильда Маннингс взяли русские псевдонимы (соответственно Антон Долин, Алисия Маркова и Лидия Соколова), под которыми и выступали в труппе Дягилева. Популярность его сезонов привела и к увлечению европейцев традиционным русским костюмом и породила новую моду — даже супруга короля Великобритании Георга VI выходила замуж в «платье, перефразирующем русские фольклорные традиции».

## История

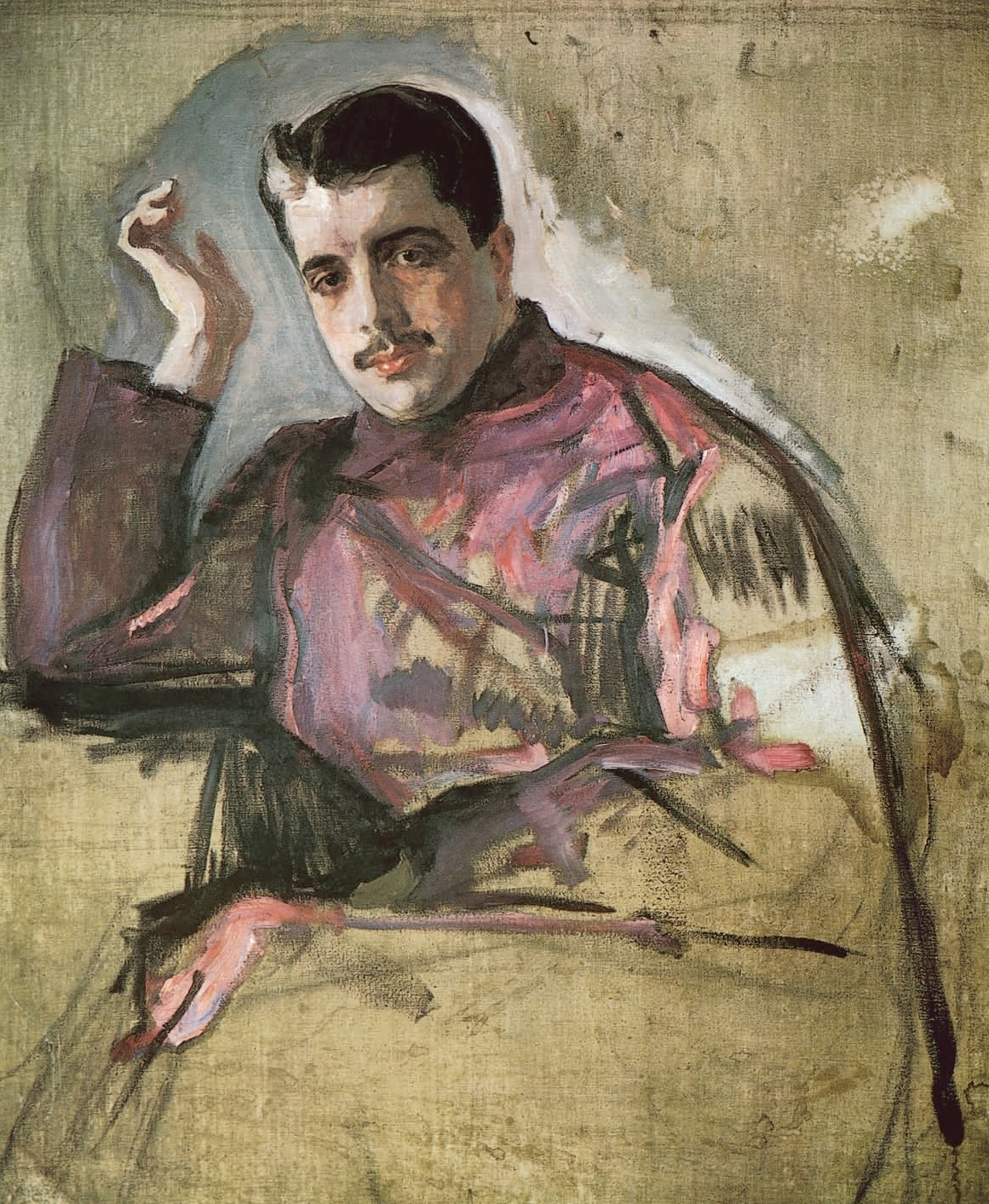
Портрет Дягилева работы Валентина Серова (1909)

После грандиозного успеха выставки русских художников, которая прошла в 1906 году в парижском Осеннем салоне, Дягилев при покровительстве императорского двора России и влиятельных лиц в светских кругах Франции приступил к организации «Русских сезонов» — такое название получили ежегодные гастроли русских артистов в Париже. Эта выставка стала 1-м 
«Русским сезоном».
В 1907 году в рамках сезонов прошли «Исторические русские концерты» с участием Римского-Корсакова, Рахманинова, Глазунова и других композиторов. Дягилев решил представить здесь шедевры, неизвестные Европе; в программу «…вошли Глинка (увертюра и первое действие „Руслана и Людмилы“ и „Камаринская“), Римский-Корсаков (симфонические картины из „Ночи под Рождество“, вступление к первому действию и две песни Лёля из „Снегурочки“, третья картина — „Ночь на горе Триглав“ — из оперы-балета „Млада“, сюита из „Царя Салтана“ и подводное царство из „Садко“), Чайковский (Вторая и Четвёртая симфонии и ариозо из „Чародейки“), Бородин (множество отрывков из „Князя Игоря“), Мусоргский („Трепак“, „Песня о блохе“, второе действие „Бориса Годунова“ и отдельные отрывки из этой оперы, а также отрывки из его „Хованщины“), А. Танеев (Вторая симфония), А. Лядов („Восемь народных песен“ и „Баба-Яга“), Скрябин (Фортепианный концерт и Вторая симфония), Балакирев („Тамара“), Ляпунов (Фортепианный концерт № 1) и Цезарь Кюи (представленный одним романсом из оперы „Вильям Ратклиф“)». В качестве исполнителей он пригласил лучших — пианиста Иосифа Гофмана, певцов Фелию Литвин, Фёдора Шаляпина, Марию Черкасскую, Евгению Збруеву, Елизавету Петренко, Дмитрия Смирнова, Владимира Касторского, венгерского дирижёра Артура Никиша.
Затем в 1908 году состоялись оперные сезоны, во время которых французов покорило выступление Шаляпина в «Борисе Годунове» Мусоргского.
«Необходимо разграничивать понятия „Русский балет“ (Les ballets russes) и „Русские сезоны“. Отмечавшееся в 2009 году столетие „Русского балета“, — юбилей из числа условных. Для Дягилева феномен „Русского балета“ был не так существенен, как феномен „Сезонов“, начавшихся в 1906 г. выставкой русского искусства в Париже и продолжившихся в 1907-м концертами русской музыки. Именно „Сезонами“ он мерил свою деятельность, их порядковый номер указывал на афишах, их юбилеи праздновал. „Русский балет“ же был формой существования труппы, которая работала — говоря сегодняшним языком — без образования юридического лица. <…> Появление балетных спектаклей в программе „Русских сезонов“ в 1909 г. не тождественно зарождению „Русского балета“, чей первый спектакль состоялся лишь 6 апреля 1911 года в Монте-Карло».

### Триумф первых сезонов

#### Сезон 1909 года
Вернувшись в Петербург, Дягилев занялся подготовкой сезона 1909 года. На этот раз помимо оперы он решил организовать гастроли русского балета, и поначалу ничто не препятствовало его планам. При содействии балерины Матильды Кшесинской, которая была приближенной императорского двора и в 1890-х состояла в любовной связи с цесаревичем Николаем Александровичем, будущим императором Николаем II, Дягилеву была обещана крупная субсидия в размере 25 000 руб. и предоставлена возможность проводить репетиции в Эрмитаже.
Вместе с единомышленниками — художниками Александром Бенуа и Леоном Бакстом, композитором Николаем Черепниным, князем Аргутинским-Долгоруковым, балетным критиком Валерианом Светловым и другими — Дягилев приступил к работе, задавшись целью создать совершенно иной тип русского балета. Новаторский подход Дягилева отличало стремление достичь «единства художественного замысла и исполнения». В обсуждении будущего спектакля участвовали все задействованные в проекте лица — хореографы, художники, композиторы и другие — и сообща разрабатывали сюжет, придумывали характер музыки и танца, костюмов и декораций. Получившаяся в итоге постановка представляла собой гармоничный «синтез хореографии, музыки и живописи». Труппа балетных сезонов была набрана из ведущих танцовщиков Мариинского театра в Петербурге и Большого театра в Москве. Приглашение Дягилева приняли Анна Павлова, Михаил Фокин и его жена Вера Фокина, Тамара Карсавина, Ида Рубинштейн, Вацлав Нижинский, Александр Монахов, Матильда Кшесинская, Серафима Астафьева, солисты Большого театра Вера Каралли и Михаил Мордкин и другие.
В разгар подготовки правительство неожиданно прекратило поддержку сезонов, отняло субсидию и запретило репетировать в Эрмитаже, отказавшись, в довершение всего, предоставить костюмы и декорации Мариинского театра. Причин тому было несколько. В феврале 1909 года умер покровитель Дягилева, князь Владимир Александрович. Затем с ним рассорилась Кшесинская, которая рассчитывала танцевать ведущие партии в грядущих балетных сезонах и оскорбилась, получив предложение исполнить лишь незначительную роль в готовящемся балете «Павильон Армиды». Кроме того, ему всячески препятствовал директор Императорских театров В. А. Теляковский. Едва избежав провала, антреприза Дягилева воплотилась в жизнь только благодаря его друзьям — князю Аргутинскому-Долгорукову, Мизии Серт и графине Греффюль, — которые помогли собрать необходимые для организации сезонов средства.
В апреле 1909 года труппа Дягилева прибыла в Париж. Немедленно началась подготовка зарезервированного для сезонов театра Шатле — была увеличена сцена, на месте партера устроены ложи, обновлён интерьер. Одновременно с этим в напряжённом режиме проходили последние репетиции. Репертуар состоял из пяти балетов, поставленных Михаилом Фокиным — в то время он начинал свою карьеру хореографа. 19 мая зрителю были представлены «Павильон Армиды», «Половецкие пляски» и «Пир», а 2 июня — «Сильфиды» и «Клеопатра». Премьера балетных сезонов обернулась настоящим триумфом. Публика и критики восторженно отзывались о мастерстве русских танцовщиков (особенно отметив Нижинского, Павлову и Карсавину), об уникальных декорациях и костюмах работы Рериха, Бакста и Бенуа, о музыке Римского-Корсакова, Мусоргского, Глинки, Аренского, Бородина и других композиторов, чьи произведения составили музыкальную основу балетов. Ж. Кокто впоследствии записал свои впечатления от первых дягилевских постановок:
Красный занавес подымается над праздниками, которые перевернули Францию и которые увлекли толпу в экстазе вслед за колесницей Диониса.

#### Сезон 1910 года

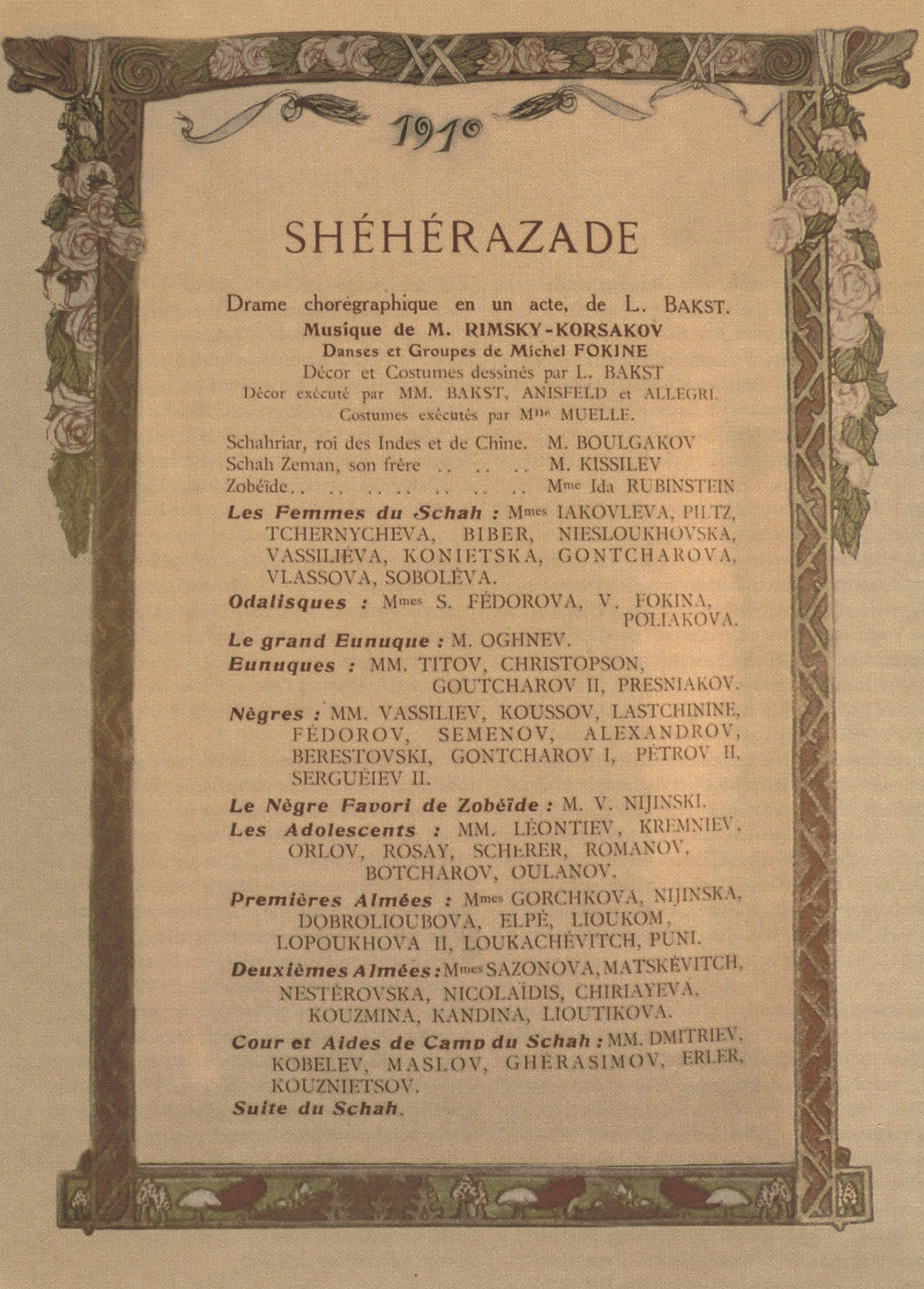
Программа премьерного показа балета «Шехерезада» (1910)

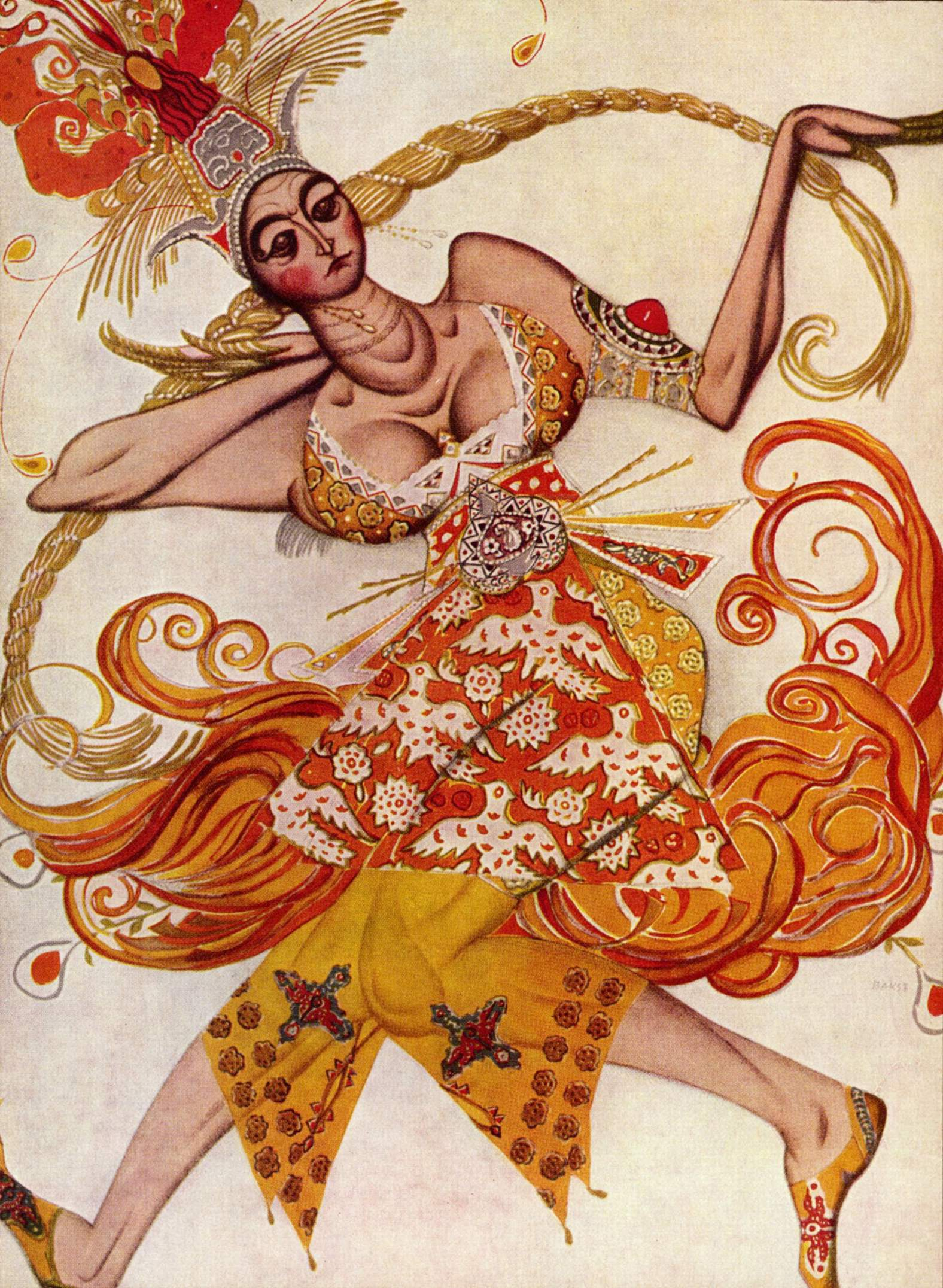
Леон Бакст. Эскиз костюма к балету «Жар-птица» (1910)

По окончании сезона Дягилев, помня о недавних проблемах, сделал своим компаньоном барона Дмитрия Гинцбурга и заручился его материальной поддержкой. Затем, получив возможность не думать более о деньгах и пригласив в труппу новых танцоров — Лидию Лопухову, Екатерину Гельцер и Александра Волинина, — он вместе с прежним творческим коллективом вновь приступил к работе.
Первыми в репертуар вошли уже поставленные балеты «Жизель» и «Карнавал» на музыку Шумана, затем «Шехерезада» Римского-Корсакова. Кроме того, Дягилев задумал поставить балет «Жар-птица» на тему старинных русских сказок. Музыкальное сопровождение должно было быть созвучно традиционным русским мотивам, поэтому Дягилев заказал его Анатолию Лядову, но спустя несколько месяцев, когда тот нарушил сроки, обратился к молодому и малоизвестному в те времена композитору Игорю Стравинскому, выступление которого слышал в консерватории. Их сотрудничество оказалось как нельзя более плодотворным, и Стравинский впоследствии не единожды работал с Дягилевым. Ведущую партию в этом балете (и в «Жизели») должна была танцевать Анна Павлова, однако по ряду причин её отношения с Дягилевым испортились, и она покинула труппу. Павлову заменила Тамара Карсавина. Пятым спектаклем репертуара стал дивертисмент «Ориенталии» на музыку А. С. Аренского, А. П. Бородина, А. К. Глазунова, Э. Грига, К. А. Синдинга.
Премьеры постановок прошли в роскошном зале парижского оперного театра Гранд-опера в мае и июне 1910 года. Наибольшим успехом пользовалась «Жар-птица» Стравинского, которую писатель Анри Геон назвал «чудом восхитительнейшего равновесия между движениями, звуками и формами». У этого успеха была и обратная сторона: некоторые артисты, прославившиеся благодаря дягилевским сезонам, ушли из труппы в заграничные театры. А после того, как Нижинского со скандалом уволили из Мариинского театра, Дягилев решил набрать постоянную труппу. Многие танцоры Императорского балета согласились заключить с ним постоянные контракты, а те, кто решил остаться в Мариинке — например, Карсавина и Кшесинская, к тому времени помирившаяся с Дягилевым, — согласились продолжить сотрудничество. Городом, в котором базировалась компания Дягилева, где проходили репетиции и подготовка будущих постановок, стал Монте-Карло.

#### Сезон 1911 года
В Монте-Карло Дягилев вплотную занялся репертуаром 1911 года. Фокиным было поставлено пять новых балетов. Это были «Подводное царство» (из оперы «Садко»), «Нарцисс», «Пери», «Призрак Розы», представляющий собой изысканное па-де-де Карсавиной и Нижинского, и главная новинка сезона — драматический балет «Петрушка» Стравинского, где ведущая партия ярмарочного шута, погибающего в финале, принадлежала Нижинскому. Все эти спектакли — за исключением «Пери», от которого Дягилев отказался из-за конфликта с балериной Трухановой — были представлены публике Монте-Карло и Парижа в июне 1911 года и снискали не меньшую популярность, чем балеты предыдущих сезонов. Кроме того, в ноябре, как и планировалась, Дягилев привёз в Лондон «Лебединое озеро».

### Неудачи

#### Сезон 1912 года
С новым сезоном Дягилев начал менять характер своей антрепризы, всё больше отходя от традиционного представления о балете и двигаясь в сторону новых, экспериментальных форм. Ранее за редкими исключениями («Сильфиды», «Жизель», «Призрак розы») музыкальную канву его постановок составляли произведения русских композиторов. С 1912 года Дягилев начал обращаться к иностранцам. Вместе с композитором Рейнальдо Аном и Жаном Кокто, сочинившим либретто, был придуман балет «Синий бог»; Равель написал музыку к «Дафнису и Хлое»; «Послеполуденный отдых фавна», длительностью всего в 8 минут, был поставлен на музыку Дебюсси. Только «Тамар», четвёртая постановка сезона, прошла в сопровождении музыки русского композитора Балакирева. Над декорациями и костюмами в этом сезоне работал один лишь Бакст, так как с Бенуа в тот период у Дягилева произошла размолвка. Хореографию трёх постановок разрабатывал бессменный балетмейстер предыдущих сезонов Михаил Фокин, и только «Послеполуденный отдых фавна» по предложению Дягилева поставил его фаворит Нижинский — этот спектакль стал дебютом в его недолгой карьере балетмейстера.
Постановки сезона 1912 года не вызвали особых восторгов у парижского зрителя. Балет «Тамар» был принят прохладно, а реакция публики на «Голубого бога» граничила с провалом — эту индийскую фантазию упрекали в скупости и однообразии хореографического содержания. Балет «Дафнис и Хлоя» тоже не снискал успеха, отчасти из-за того, что его подготовка была сопряжена с трудностями — между Дягилевым, Равелем, Бакстом, Нижинским и Фокиным не было единомыслия, — и потому балет вышел совершенно негармоничным. Эта неудача, а также привлечение Нижинского в качестве второго хореографа сезона, привела к тому, что Фокин ушёл из труппы.

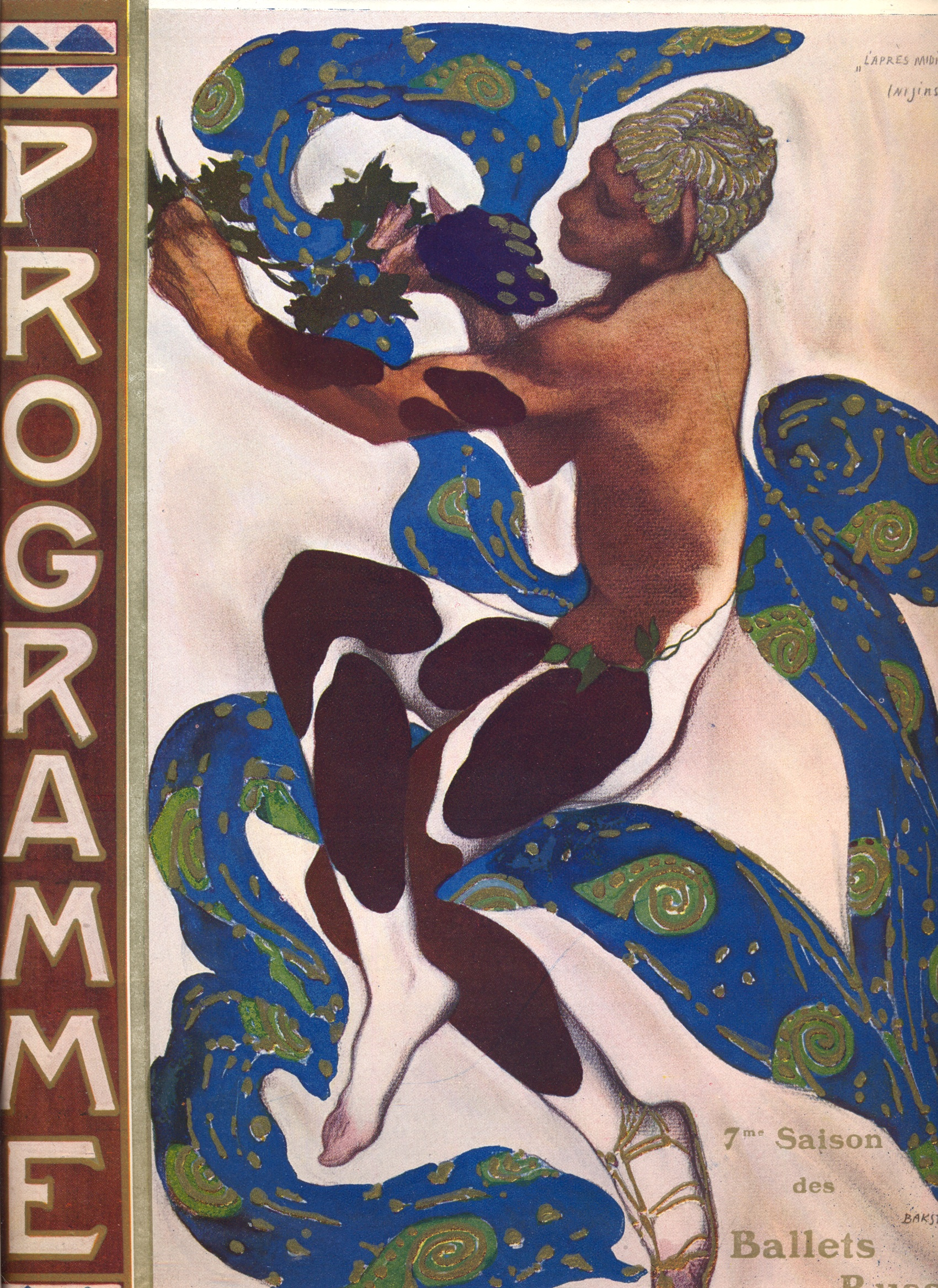
Леон Бакст. Эскиз костюма к балету Нижинского «Послеполуденный отдых фавна» (1912)

Наибольшие эмоции в этом сезоне вызвал «Послеполуденный отдых фавна». Идея создать балет на античную тему пришла Дягилеву во время поездки в Грецию в 1910 году. Впечатлившись изображениями на античных амфорах, он заразил своим энтузиазмом Нижинского, и в результате хореография поставленного ими балета — с приземлёнными, нарушающими каноническое представление о сольном мужском танце, движениями — вызвала бурю противоречивых откликов. Многие, например, парижская «Фигаро», упрекали «Фавна» в непристойности:
Это не изящная эклога и не глубокое произведение. Мы имели неподходящего фавна с отвратительными движениями эротической животности и с жестами тяжкого бесстыдства. Вот и всё. И справедливые свистки встретили слишком выразительную пантомиму этого тела плохо сложенного животного, отвратительного de face и ещё более отвратительного в профиль.
Однако парижские артистические круги восприняли балет совершенно в ином свете. В газете «Ле Матэн» (её издателем был супруг Мизии Серт, подруги Дягилева) вышла статья Огюста Родена, восхваляющая талант Нижинского:
Нет больше никаких танцев, никаких прыжков, ничего, кроме положений и жестов полусознательной животности: он распростирается, облокачивается, идёт скорченный, выпрямляется, подвигается вперёд, отступает движениями то медленными, то резкими, нервными, угловатыми; его взгляд следит, его руки напрягаются, кисть широко раскрывается, пальцы сжимаются один против другого, голова поворачивается, с вожделением измеренной неуклюжести, которую можно считать единственной. Согласование между мимикой и пластикой совершенное, всё тело выражает то, чего требует разум: у него красота фрески и античной статуи; он идеальная модель, с которой хочется рисовать и лепить.
После неудачи в Париже, Дягилев показал свои постановки (плюс балеты из раннего репертуара) в Лондоне, Берлине, Вене и Будапеште, где публика восприняла их более благосклонно. На спектаклях в Великобритании присутствовали королева Александра и её сестра 
жена Александра III императрица Мария Фёдоровна, в Германии — император Вильгельм II, которого привела в восторг «Клеопатра».

#### Сезон 1913 года
1913 год стал переломным в антрепризе Дягилева, прежде всего по причине того, что в хореографии его сезонов наметился кризис. Из-за ухода Фокина в этом году было выпущено только три балета. Два из них — «Весну священную» Стравинского и «Игры» Дебюсси ставили Дягилев с Нижинским, а третий — под названием «Трагедия Саломеи» — молодой балетмейстер Борис Романов.
Труд хореографа давался Нижинскому непросто. Будучи одарённым танцовщиком, он, занявшись постановкой балета, столкнулся с собственным неумением ясно выражать свои мысли и излагать коллегам-артистам своё (и дягилевское) видение того, что должно происходить на сцене. Поставить «Весну священную» стоило ему, равно как и Стравинскому с Дягилевым, немалого труда, что, впрочем, совершенно не оценила публика. Во время премьеры балета, которая состоялась 29 мая в театре Елисейских полей, зрители пришли в такое негодование от музыки Стравинского, что освистали балет и не уделили должного внимания оригинальности и сложности хореографии на тему языческих обрядов. Балерина Ромола Пульская, будущая жена Нижинского, присутствовала на премьере и впоследствии описала происходившее:
Волнение и крики доходили до пароксизма. Люди свистели, поносили артистов и композитора, кричали, смеялись. <…> Я была оглушена этим адским шумом и, как только могла, скоро бросилась за кулисы. Там всё шло так же плохо, как в зале. Танцовщики дрожали, удерживали слёзы. <…> Долгая месячная работа сочинения, бесконечные репетиции — и, наконец, этот кавардак.
Тем не менее, «Весна священная» оставалась одним из любимых балетов Дягилева. По свидетельству Николая Рериха, он считал, что публика ещё оценит эту постановку, и говорил:
Вот это настоящая победа! Пускай себе свистят и беснуются! Внутренне они уже чувствуют ценность, и свистит только условная маска. Увидите следствия.
Балет «Трагедия Саломеи» не вызвал столь сильных эмоций и был встречен зрителями достаточно равнодушно. Ещё более плачевная судьба постигла «Игры» — фантазию на тему тенниса и любовного треугольника. Рецензия в «Фигаро» снова раскритиковала творение Дягилева, назвав движения артистов «бессмысленными, претенциозными кривляниями», и балет был снят с репертуара. В августе труппа Дягилева отбыла на гастроли в Южную Америку и снискала в Буэнос-Айресе крупный успех. Сам маэстро в последнюю минуту отказался от путешествия и остался в Европе. В его отсутствие Нижинский — долгое время он был любовником Дягилева, но в 1913 году они начали отдаляться друг от друга — женился на Ромоле. Узнав о его поступке, Дягилев отправил Нижинскому телеграмму с сообщением о том, что более не нуждается в его услугах. Тем не менее, какое-то время они продолжали работать вместе, но затем произошёл окончательный разрыв.

### Взлёты и падения военных лет

#### Сезон 1914 года
В начале 1914 года Дягилев вернулся в Россию. В Москве он обратил внимание на 19-летнего Леонида Мясина, танцевавшего в кордебалете Большого театра, заинтересовался им и увёз его за границу. Он планировал превратить Мясина в нового хореографа своих сезонов, однако тот был ещё слишком молод и неопытен, поэтому Дягилеву пришлось обратиться за помощью к Михаилу Фокину. Фокин поставил четыре новых балета: «Легенду об Иосифе», «Золотого петушка», «Мидаса» и «Бабочку». Однако — несмотря на привлечение к работе Мстислава Добужинского, соратника Дягилева по «Миру искусств», занимавшегося декорациями и костюмами наряду с Бакстом и Бенуа — реакция публики на эти балеты лишь напоминала о триумфе первых сезонов. Признание ждало лишь «Золотого петушка» — этот спектакль, явивший собой сочетание оперы и балета, получился очень эффектным. Его декоратором выступила русская художница-авангардистка Наталья Гончарова, которую Дягилеву посоветовал Бенуа. «Литургия», которую Гончарова оформляла для Мясина, не была поставлена. Впоследствии она и её супруг, художник Михаил Ларионов, не раз работали с Дягилевым. С Фокиным же после этого сезона он прекратил сотрудничество.

#### Сезон 1915 года
Полноценного сезона в 1915 году не было. Началась Первая мировая война, и, как и следовало ожидать, интерес к искусству в Европе спал. Дягилеву пришлось ограничиться лишь благотворительными концертами в пользу Красного креста в Женеве — он показал проверенные временем балеты и одну новую постановку, «Полуночное солнце», где впервые попробовал свои силы в качестве хореографа Мясин. Затем, несмотря на страх перед морскими путешествиями, Дягилев согласился посетить с гастролями США и принял условие организаторов привезти труппу в старом составе. Фокин и Карсавина не смогли выехать из России, Нижинского же удалось вызволить из плена в Австрии, куда он попал по пути в Петербург ещё в 1914 году. Ввиду невозможности собрать труппу полностью, Дягилев предложил контракты таким талантливым артистам балета, как Вера Немчинова, Любовь Чернышёва, Станислав Идзиковский, Леон Войциховский и англичанка Лидия Соколова.

#### Сезон 1916 года
Американские гастроли дягилевского балета продолжались с января до мая 1916 года и пользовались огромным успехом. Затем Дягилев с Мясиным отбыли в Испанию, где в конце лета представили в Сан-Себастьяне две новые постановки юного хореографа — «Кикимору» и «Менины» на музыку Габриэля Форе с декорациями испанского художника Хосе-Марии Серта, нового мужа Миси Серт. Тем временем заокеанское турне его труппы продолжались. Нижинский самостоятельно поставил балет «Тиль Уленшпигель», но зрители не приняли его, что немало поспособствовало нарушению психического здоровья танцовщика.

#### Сезон 1917 года
Возвращение Дягилевских сезонов на былые позиции началось в 1917 году. Мясин чувствовал себя всё более уверенно в качестве хореографа — поставленные им спектакли были насыщены новаторским духом и прекрасно приняты в Париже и Риме. Это были симфоническая картина Стравинского «Фейерверк» и балеты «Женщины в хорошем настроении», «Русские сказки» на музыку Лядова с декорациями четы Гончарова-Ларионов и «Parade». Автор концепции и либретто балета Parade (букв. перевод: «Выступление зазывал») — Жан Кокто, хореограф и исполнитель одной из главных ролей — Леонид Мясин, композитор — Эрик Сати, а декоратором выступил Пабло Пикассо (к тому времени он уже давно покинул Испанию). Гийом Аполлинер так описывал этот балет:
Это сценическая поэма, которую новатор музыкант Эрик Сати переложил в изумительно экспрессивную музыку, такую отчётливую и простую, что в ней нельзя не узнать чудесно прозрачного духа самой Франции. Художник-кубист Пикассо и самый смелый из хореографов, Леонид Мясин, выявили его, в первый раз осуществив этот союз живописи и танца, пластики и мимики.
По окончании сезона труппа уехала гастролировать в Южную Америку (без Дягилева и Мясина), затем, уже в полном составе, побывала с концертами в Португалии, которые, однако, пришлось прервать из-за начавшихся там беспорядков. Обострившаяся политическая ситуация в Европе сделала невозможным и приезд во Францию, поэтому парижского сезона в 1918 году не было.

#### Сезон 1919 года
В сентябре 1918 года труппа Дягилева прибыла на гастроли в Великобританию и задержалась там на год. В Лондоне же в июле 1919 года были представлены публике два новых балета — «Волшебная лавка» и «Треуголка», декораторами которых соответственно выступили Андре Дерен и Пикассо. Последнюю вещь Мясин поставил, впечатлившись темпераментными андалузскими танцами. Ведущую партию должен был исполнять испанец Феликс Фернандес, однако за несколько недель до премьеры случилась трагедия — Фернандес сошёл с ума, и его роль танцевал сам Мясин. Успех этих постановок, особенно после тяжёлого 1918 года, воодушевил Дягилева, и в декабре-феврале он возобновил сезоны во Франции. Помимо уже упомянутых постановок, в парижском театре Гранд-опера прошёл балет «Песнь соловья», мясинская интерпретация «Соловья» Стравинского, к которому Анри Матисс создал новые декорации взамен утраченных работ Бенуа.

### Кризис

#### Сезон 1920 года
С 1920 года возобновились репетиции в Монте-Карло. Мясиным было поставлено три спектакля — «Пульчинелла» на музыку Стравинского в декорациях Пикассо, новая версия «Весны священной» и опера-балет «Женские причуды», — которые были прекрасно встречены зрителями в Лондоне и Париже. В этом году, однако, труппа снова осталась без хореографа — Дягилев рассорился с Мясиным, и тот уехал.

#### Сезон 1921 года
По причине разрыва с Мясиным в 1921 году была выпущена всего одна новая постановка — балет «Шут» на музыку Сергея Прокофьева. Михаил Ларионов уговорил Дягилева доверить ему не только декорации, но и хореографическую сторону балета, отчего постановка едва не провалилась. Кроме того, была представлена танцевальная сюита «Квадро фламенко» с декорациями Пикассо — восемь традиционных испанских танцев в исполнении приглашённых испанских артистов.
Осенью Дягилев привёз в Лондон «Спящую красавицу», пригласив исполнить ведущую партию балерину Ольгу Спесивцеву. Эту постановку прекрасно приняла публика, но вместе с тем она поставила Дягилева в катастрофическое положение: прибыль от сборов не возместила расходов. Дягилев оказался на грани разорения, артисты начали разбегаться, и его антреприза едва не прекратила своего существования. К счастью, на помощь снова пришла Мися Серт. Она была очень дружна с Коко Шанель, которая настолько воодушевилась делом Дягилева, что пожертвовала на восстановление его труппы значительные средства. К тому времени из Киева эмигрировала Бронислава Нижинская, младшая сестра Вацлава Нижинского, которую Дягилев решил сделать новым хореографом своих сезонов. Нижинская же предложила обновить состав труппы её киевскими учениками. В тот же период состоялось знакомство Дягилева с Борисом Кохно, ставшим его личным секретарём и автором либретто новых балетов.

#### Сезон 1922 года
Несмотря на приток новых творческих сил и уладившиеся денежные вопросы, сезон 1922 года пока нельзя было расценить как полноценное возрождение дягилевских сезонов. Опера Стравинского «Мавра» и поставленный Нижинской балет «Лиса» не имели успеха и были изъяты из репертуара. Понравился публике лишь одноактный балет «Свадьба Авроры», третий акт — сокращённая версия излишне монументальной «Спящей красавицы» в старых декорациях Бенуа к «Павильону Армиды».

### Возрождение

#### Сезон 1923 года
В январе 1923 года в Париж прибыли пятеро молодых танцовщиков из Киева (и в их числе Серж Лифарь, будущий фаворит Дягилева), которые вскоре приступили к репетициям в Монте-Карло. Программа этого года состояла преимущественно из старого репертуара, включавшего в себя только одну новинку — балет «Свадебка» на музыку Стравинского, которая стала центральным событием сезона и снискала успех у публики.

#### Сезон 1924 года
Сезон 1924 года вышел несоизмеримо более насыщенным. В конце предыдущего года Нижинская поставила сразу несколько новых балетов — «Искушение пастушки», «Лекарь поневоле», «Докучные», «Лани» и «Голубой экспресс», и этот сезон стал апогеем (и одновременно финалом) её деятельности в труппе Дягилева. Наиболее удачными получились две последние постановки, в особенности танцевальная оперетта «Голубой экспресс» на либретто Жана Кокто, над декорациями и костюмами которого работали Лоран, Пикассо и Шанель. Дягилев рассчитывал этим балетом начать «новую эпоху современного неореализма с претворением его в танце», однако Нижинская, по-видимому, не оправдала в полной мере его ожиданий и потому вскоре ушла из труппы.
Премьеры балетов вкупе со старым спектаклем «Женские причуды» под новым названием «Чимарозиана» прошли в январе в Монте-Карло и повторились летом в Париже. Кроме того, в планы Дягилева входило проведение целого ряда фестивалей в разных странах Европы, в рамках которых он собирался представить не только балеты, но и симфонические, камерные и оперные концерты, а также провести ряд художественных выставок. Эти мероприятия шли параллельно с основными сезонами вплоть до 1928 года.

#### Сезон 1925 года

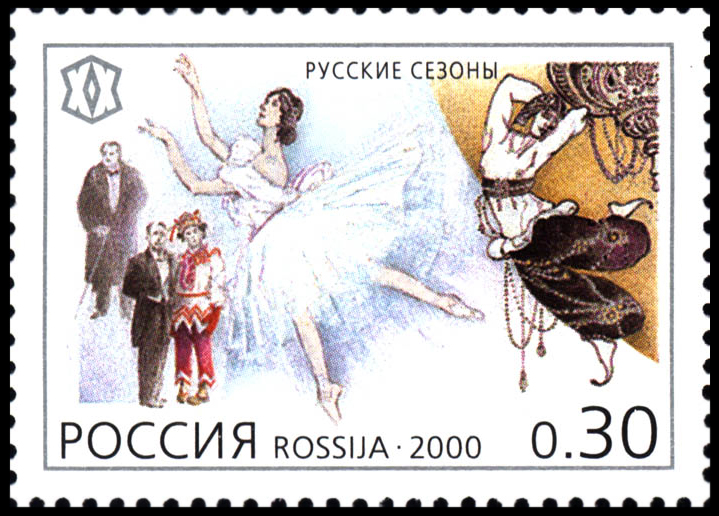
Почтовая марка РФ

Часть постановочных работ в новом сезоне 1925 года Дягилев собирался поручить своему новому протеже Лифарю, однако в итоге счёл его ещё слишком неопытным и пригласил временно присоединиться к труппе Леонида Мясина. Пока Лифарь разучивал свои первые ведущие партии (с этого года он начал солировать в каждом сезоне), Мясин поставил два новых балета — «Зефира и Флору» и «Матросов» на музыку Жоржа Орика, очень хорошо принятого зрителями. Кроме того, в этом сезоне дебютировал в качестве балетмейстера Джордж Баланчин. Он эмигрировал из России после окончания Театрального училища при Мариинском театре и, сотрудничая с Дягилевым, во многом обогатил хореографию его сезонов. Усилиями Баланчина была обновлена постановка «Песни соловья» и создан комический балет «Барабо». По окончании парижского сезона труппа Дягилева вновь побывала с гастролями в Лондоне, где публика восторженно приняла «Барабо».

#### Сезон 1926 года
В начале 1926 года антреприза Дягилева снова столкнулась с трудностями — не хватало средств, ушла со скандалом балерина Вера Немчинова. В итоге Дягилев взял ссуду и, преодолев депрессию, занялся новым сезоном. Новинок было две (обе в постановке Баланчина) — «Пастораль» и «Чёртик из табакерки» на музыку Э. Сати. Кроме того в репертуар был включён балет «Ромео и Джульетта», хореографом которого выступила Бронислава Нижинская — и она, и Мясин периодически гастролировали с «Русским балетом». Балет был поставлен в новаторском духе и поначалу шокировал публику. Декорацию заменяли занавесы, расписанные Хуаном Миро и Максом Эрнстом. Артисты выступали в репетиционных трико и туниках, их движения были скупыми и минималистическими. На премьере «Ромео и Джульетты» случилось происшествие, сделавшее, впрочем, отличную рекламу балету. Сюрреалисты, во главе с Андре Бретоном и Луи Арагоном, публично осудили Миро и Эрнста — приняв участие в работе над балетом, они якобы предали идеи свободного духа и продались Дягилеву — и чуть не сорвали премьеру.
По завершении сезона труппа Дягилева уехала в Лондон, где давала представления целых полтора месяца. Согласно воспоминаниям Сержа Лифаря, гастролям сопутствовал бурный успех:
Более блестящего, более триумфального лондонского сезона я не запомню за все годы своей жизни в Русском балете Дягилева: нас буквально носили на руках, забрасывали цветами и подарками, все наши балеты — и новые, и старые — встречались восторженно и благодарно и вызывали нескончаемую бурю аплодисментов.

#### Сезон 1927 года

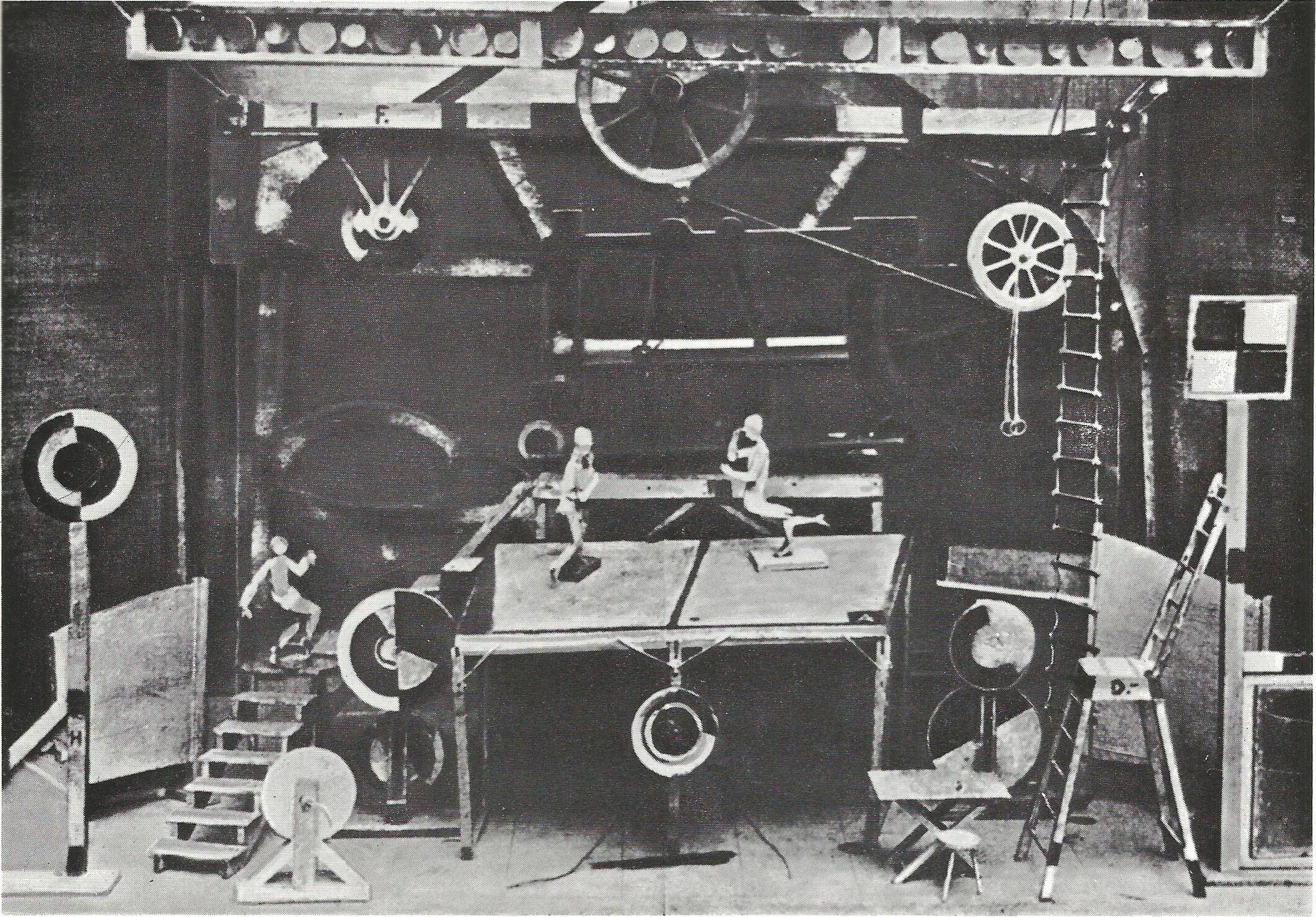
Георгий Якулов. Макет сцены к балету «Стальной скок». 1927

В 1927 году Дягилев начал постепенно охладевать к балету, страстно увлёкшись коллекционированием книг. Тем не менее, было создано два новых спектакля в экспериментальном ключе — «Кошки» и «Стальной скок» в постановке Мясина, которого Дягилев вновь привлёк к работе в труппе. Кроме того, в репертуар был включён балет «Меркурий», ранее поставленный Мясиным самостоятельно. Ведущую партию в «Кошках» — истории о любви молодого человека к женщине, которая превращается в кошку — должна была исполнять Ольга Спесивцева. Её участие было анонсировано в прессе, но перед началом парижского сезона она повредила ногу, и её спешно заменили на Алису Никитину, что, впрочем, не помешало зрителям прекрасно принять этот балет.
Характер «Стального скока» на музыку Прокофьева во многом ставил дягилевские сезоны в рискованное положение. До премьеры было неизвестно, как отреагирует на него публика — это был пронизанный индустриальным духом балет о большевистской России, в замысле которого «отразилось увлечение художника-конструктивиста Якулова (декоратора балета) „музыкой машин“, что сочеталось с гротесково-карикатурным изображением как персонажей, представлявших „старую Россию“, так примет нового быта». В Париже этот балет был принят прохладно, зато в Лондоне его ждал триумф.

#### Сезон 1928 года

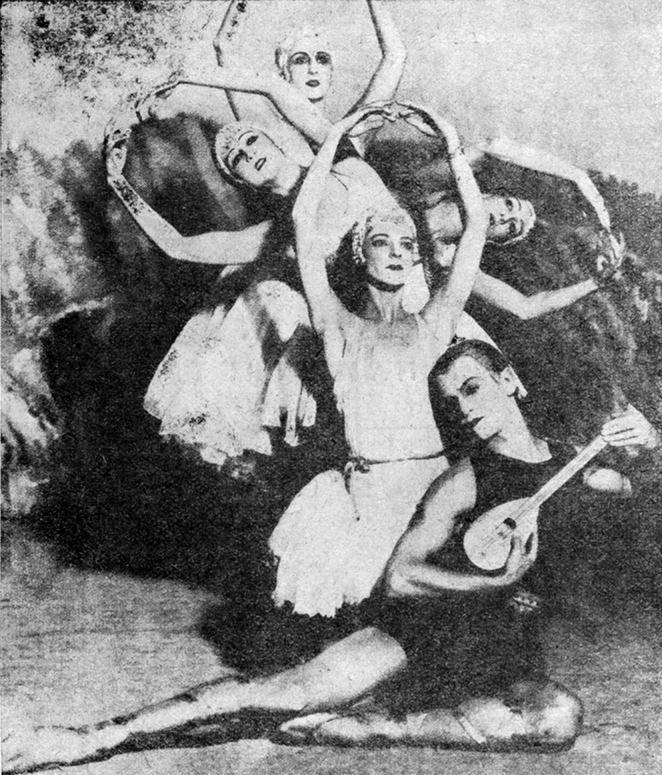
Сцена из балета «Аполлон Мусагет». Исполнители: Лифарь, Данилова, Чернышёва, Дубровская, Петрова

В 1928 году была выпущена последняя работа Мясина в дягилевских сезонах — балет «Ода». Его хореография не была близка Дягилеву, и он даже сомневался, стоит ли вносить «Оду» в репертуар. Хотя в итоге зрители благожелательно встретили этот балет, его затмила самая удачная вещь сезона — постановка Баланчина «Аполлон Мусагет» на шедевральную по мнению Дягилева музыку Стравинского с декорациями Бошана и костюмами Коко Шанель. Зал устроил Лифарю, солирующему в этом балете, длительную овацию, и сам Дягилев тоже высоко оценил его танец. В Лондоне «Аполлон Мусагет» был показан 11 раз — из 36 постановок репертуара (куда были включены и «Боги-попрошайки» на музыку Генделя, поставленные специально для лондонского сезона).

#### Сезон 1929 года
В мае и июне 1929 года в Монте-Карло и Париже прошли премьеры «Бала», «Блудного сына» и «Лисы» — постановки последнего сезона Русского балета Дягилева. «Лису» на музыку Стравинского уже ставила в 1922 году Бронислава Нижинская, но на этот раз обновить хореографию балета Дягилев поручил своему фавориту Лифарю, так как не расстался с мыслью сделать из него балетмейстера. Как постановка этого балета, так и ведущие партии в «Бале» и «Блудном сыне» удались молодому танцовщику, и публика «неистовствала». В июне и июле труппа Дягилева выступала в лондонском Ковент-Гардене. В репертуар была включена и «Весна священная», вызвавшая волну негодования в 1913 году, но на этот раз с восторгом принятая зрителями. Затем в конце июля и начале августа прошли короткие гастроли в Венеции.

### Смерть Дягилева
В Венеции здоровье Дягилева внезапно ухудшилось — из-за обострения диабета у него случился удар (инсульт), от которого он и умер 19 августа 1929 года.
После смерти Дягилева его труппа распалась. Баланчин уехал в США, где стал реформатором американского балета. Мясин совместно с полковником де Базилем основал труппу «Русский балет Монте-Карло», которая сохранила репертуар «Русского балета Дягилева» и во многом продолжала его традиции. Лифарь остался во Франции и возглавил балетную труппу Гранд-опера, сделав огромный вклад в развитие французского балета.

## Репертуар
| Год  | Премьера                                 | Илл. | Название                                                               | Композитор                                                       | Художник                     | Хореограф                                 | Исполнители                                                                                                 |
| ---- | ---------------------------------------- | ---- | ---------------------------------------------------------------------- | ---------------------------------------------------------------- | ---------------------------- | ----------------------------------------- | --- |
| 1909 | 19 мая Париж, Шатле                      |      | Павильон Армиды (фр. Le Pavillon d'Armide)                             | Н. Черепнин                                                      | А. Бенуа                     | М. Фокин                                  | А. Павлова, М. Фокин, А. Больм, С. Фёдорова, Г. Розай, В. Нижинский                                         |
| 1909 | 19 мая Париж, Шатле                      |      | Половецкие пляски (фр. Les Danses polovtsiennes)                       | А. Бородин                                                       | Н. Рерих                     | М. Фокин                                  | А. Больм, С. Фёдорова, Е. Смирнова, Г. Розай                                                                |
| 1909 | 19 мая Париж, Шатле                      |      | Пир (фр. Le Festin)                                                    | Н. Римский-Корсаков, М. Мусоргский, М. Глинка, А. Глазунов и др. | Л. Бакст                     | М. Фокин                                  | Т. Карсавина, В. Фокина, В. Каралли, В. Нижинский, С. Фёдорова, М. Мордкин, А. Больм, Г. Розай              |
| 1909 | 2 июня Париж, Шатле                      |      | Сильфиды (Шопениана, фр. Les Sylphides)                                | Ф. Шопен                                                         | А. Бенуа                     | М. Фокин                                  | А. Павлова, Т. Карсавина, В. Нижинский                                                                      |
| 1909 | 2 июня Париж, Шатле                      |      | Клеопатра (фр. Cléopatre)                                              | А. Аренский                                                      | Л. Бакст                     | М. Фокин                                  | А. Павлова, И. Рубинштейн, Т. Карсавина, В. Нижинский, М. Фокин                                             |
| 1910 | 20 мая Париж, Гранд-опера                |      | Карнавал (фр. Carnaval)                                                | Р. Шуман                                                         | Л. Бакст                     | М. Фокин                                  | Т. Карсавина, В. Нижинский, А. Больм, В. Фокина, Б. Нижинская                                               |
| 1910 | 4 июня Париж, Гранд-опера                |      | Шехеразада (фр. Schéhérazade)                                          | Н. Римский-Корсаков                                              | Л. Бакст                     | М. Фокин                                  | И. Рубинштейн, В. Нижинский, А. Булгаков                                                                    |
| 1910 | 18 июня Париж, Гранд-опера               |      | Жизель (фр. Giselle)                                                   | А. Адан                                                          | А. Бенуа                     | М. Фокин                                  | Т. Карсавина, В. Нижинский                                                                                  |
| 1910 | 25 июня Париж, Гранд-опера               |      | Жар-птица (фр. L'oiseau de feu )                                       | И. Стравинский                                                   | А. Головин, Л. Бакст         | М. Фокин                                  | Т. Карсавина, М. Фокин, В. Фокина, А. Булгаков                                                              |
| 1910 | 25 июня Париж, Гранд-опера               |      | Ориенталии (фр. Les Orientales)                                        | А. Глазунов, А. Бородин и др.                                    | Л. Бакст                     | М. Фокин                                  | Е. Гельцер, В. Нижинский, Т. Карсавина, А. Волинин, В. Фокина, Г. Розай, А. Орлов, М. Фокин                 |
| 1911 | 19 апреля Монте-Карло, Казино            |      | Призрак Розы (Видение розы, фр. Le Spectre De La Rose)                 | К. Вебер                                                         | Л. Бакст                     | М. Фокин                                  | В. Нижинский, Т. Карсавина                                                                                  |
| 1911 | 26 апреля Монте-Карло, Казино            |      | Нарцисс (фр. Narcisse)                                                 | Н. Черепнин                                                      | Л. Бакст                     | М. Фокин                                  | В. Нижинский, Т. Карсавина, Б. Нижинская                                                                    |
| 1911 | 6 июня Париж, Шатле                      |      | Подводное царство (из оперы «Садко»)                                   | Н. Римский-Корсаков                                              | Б. Анисфельд                 | М. Фокин                                  | |
| 1911 | 13 июня Париж, Шатле                     |      | Петрушка (фр. Petrouchka)                                              | И. Стравинский                                                   | А. Бенуа                     | М. Фокин                                  | В. Нижинский, Т. Карсавина, А. Орлов, Э. Чекетти                                                            |
| 1911 | 30 ноября Лондон, Ковент-Гарден          |      | Лебединое озеро (фр. Le Lac des cygnes)                                | П. Чайковский                                                    | А. Бенуа                     | М. Петипа                                 | М. Кшесинская, В. Нижинский                                                                                 |
| 1912 | 13 мая Париж, Шатле                      |      | Синий бог (фр. Le Dieu bleu)                                           | Р. Ан                                                            | Л. Бакст                     | М. Фокин                                  | В. Нижинский, Т. Карсавина, М. Фроман, Л. Нелидова, Б. Нижинская                                            |
| 1912 | 20 мая Париж, Шатле                      |      | Тамар (фр. Thamar)                                                     | М. Балакирев                                                     | Л. Бакст                     | М. Фокин                                  | Т. Карсавина, А. Больм                                                                                      |
| 1912 | 29 мая Париж, Шатле                      |      | Послеполуденный отдых фавна (фр. L'Après-midi d'un faune)              | К. Дебюсси                                                       | Л. Бакст                     | В. Нижинский                              | В. Нижинский, Л. Нелидова                                                                                   |
| 1912 | 8 июня Париж, Шатле                      |      | Дафнис и Хлоя (фр. Daphnis et Chloé)                                   | М. Равель                                                        | Л. Бакст                     | М. Фокин                                  | В. Нижинский, Т. Карсавина                                                                                  |
| 1913 | 15 мая Париж, театр Елисейских полей     |      | Игры (фр. Jeux)                                                        | К. Дебюсси                                                       | Л. Бакст                     | В. Нижинский                              | В. Нижинский, Т. Карсавина, Л. Шоллар                                                                       |
| 1913 | 29 мая Париж, театр Елисейских полей     |      | Весна священная (фр. Le Sacre du printemps)                            | И. Стравинский                                                   | Н. Рерих                     | В. Нижинский                              | М.Пильц |
| 1913 | 12 июня Париж, театр Елисейских полей    |      | Трагедия Саломеи (фр. La Tragédie de Salomé)                           | Ф. Шмитт                                                         | С. Судейкин                  | Б. Романов                                | Т. Карсавина, А. Гаврилов                                                                                   |
| 1914 | 16 апреля Монте-Карло, Казино            |      | Бабочки (фр. Papillons)                                                | Р. Шуман                                                         | М. Добужинский, Л. Бакст     | М. Фокин                                  | Т. Карсавина, Л. Шоллар, М. Фокин                                                                           |
| 1914 | 14 мая Париж, Гранд-опера                |      | Легенда об Иосифе (фр. La Légende de Joseph)                           | Р. Штраус                                                        | Л. Бакст                     | М. Фокин                                  | Л. Мясин, М. Кузнецова, А. Булгаков                                                                         |
| 1914 | 24 мая Париж, Гранд-опера                |      | Золотой петушок (фр. Le Coq d'or)                                      | Н. Римский-Корсаков                                              | Н. Гончарова                 | М. Фокин                                  | Т. Карсавина, А. Больм, А. Булгаков, Э. Чекетти                                                             |
| 1914 | 26 мая Париж, Гранд-опера                |      | Соловей                                                                | И. Стравинский                                                   | А. Бенуа                     | Б. Романов                                | М. Фроман, Н. Кремнев                                                                                       |
| 1914 | 2 июня Париж, Гранд-опера                |      | Мидас (фр. Midas)                                                      | М. Штейнберг                                                     | М. Добужинский               | М. Фокин                                  | Т. Карсавина, А. Больм, М. Фроман, Л. Шоллар, Л. Чернышёва                                                  |
| 1915 | 20 декабря Женева, Гранд-театр           |      | Полуночное солнце (фр. Soleil de nuit)                                 | Н. Римский-Корсаков                                              | М. Ларионов                  | Л. Мясин                                  | Л. Мясин, Н. Зверев                                                                                         |
| 1916 | 21 августа Сан-Себастьян                 |      | Менины (фр. Las Meninas)                                               | Г. Форе                                                          | Х.-М. Серт                   | Л. Мясин                                  | Л. Соколова, О. Хохлова, Л. Мясин, Л. Войциковский                                                          |
| 1916 | 25 августа Сан-Себастьян                 |      | Кикимора                                                               | А. Лядов                                                         | М. Ларионов                  | Л. Мясин                                  | М. Шабельская, С. Идзиковский                                                                               |
| 1916 | 23 октября Нью-Йорк, Манхэттен-опера     |      | Тиль Уленшпигель                                                       | Р. Штраус                                                        | Р. Джонс                     | В. Нижинский                              | |
| 1917 | 12 апреля Рим, Констанци                 |      | Фейерверк                                                              | И. Стравинский                                                   | Д. Балла                     | Л. Мясин                                  | |
| 1917 | 12 апреля Рим, Констанци                 |      | Женщины в хорошем настроении (Шутницы, фр. Les Femmes de bonne humeur) | Д. Скарлатти                                                     | Л. Бакст                     | Л. Мясин                                  | Л. Лопухова, Л. Чернышёва, Л. Мясин, Ж. Чекетти, Э. Чекетти, С. Идзиковский, Л. Войциковский                |
| 1917 | 11 мая Париж, Шатле                      |      | Русские сказки (фр. Les Contes russes)                                 | А. Лядов                                                         | М. Ларионов Н. Гончарова     | Л. Мясин                                  | С. Идзиковский, Л. Войциховский, Л. Чернышёва, Л. Соколова                                                  |
| 1917 | 18 мая Париж, Шатле                      |      | Парад (фр. Parade)                                                     | Э. Сати                                                          | П. Пикассо                   | Л. Мясин                                  | Л. Мясин, М. Шабельская, Л. Лопухова, Н. Зверев                                                             |
| 1919 | 5 июля Лондон, Альгамбра                 |      | Волшебная лавка (фр. La Boutique fantasque)                            | Д. Россини                                                       | А. Дерен                     | Л. Мясин                                  | Л. Лопухова, Л. Мясин, Э. Чекетти, С. Григорьев, Ж. Чекетти, Л. Соколова, Л. Войциховский, Н. Зверев        |
| 1919 | 22 июля Лондон, Альгамбра                |      | Треуголка (фр. Le Tricorne)                                            | М. де Фалья                                                      | П. Пикассо                   | Л. Мясин                                  | Л. Мясин, Т. Карсавина, Л. Войциховский                                                                     |
| 1920 | 2 февраля Париж, Гранд-опера             |      | Песнь соловья (фр. Le Chant du rossignol)                              | И. Стравинский                                                   | А. Матисс                    | Л. Мясин                                  | Т. Карсавина, Л. Соколова, С. Григорьев, С. Идзиковский                                                     |
| 1920 | 15 мая Париж, Гранд-опера                |      | Пульчинелла (фр. Pulcinella)                                           | И. Стравинский                                                   | П. Пикассо                   | Л. Мясин                                  | Т. Карсавина, Л. Мясин, С. Идзиковский                                                                      |
| 1920 | 27 мая Париж, Гранд-опера                |      | Женские причуды фр. Astuzie femminili                                  | Д. Чимароза                                                      | Х.-М. Серт                   | Л. Мясин                                  | Т. Карсавина, Л. Чернышёва, В. Немчинова, Л. Соколова,С. Идзиковский, Л. Войциховский                       |
| 1920 | 15 декабря Париж, театр Елисейских полей |      | Весна священная (фр. Le Sacre du printemps)                            | И. Стравинский                                                   | Н. Рерих                     | Л. Мясин                                  | Л. Соколова                                                                                                 |
| 1921 | 17 мая Париж, Гетэ-лирик                 |      | Шут фр. Chout                                                          | С. Прокофьев                                                     | М. Ларионов                  | М. Ларионов, Т. Славинский                | Т. Славинский, Л. Соколова, К. Девилье, Ж. Язвинский                                                        |
| 1921 | 17 мая Париж, Гетэ-лирик                 |      | Квадро фламенко                                                        | Народная музыка                                                  | П. Пикассо                   | М. Дальбасин, Р. де Херес, Г. де Корротин | |
| 1921 | 2 ноября Лондон, Альгамбра               |      | Спящая красавица (фр. La Belle au bois dormant )                       | П. Чайковский                                                    | Л. Бакст                     | Н. Сергеев                                | О. Спесивцева, П. Владимиров, Л. Лопухова, К. Брианца, Ф. Дубровская, Л. Соколова, Б. Нижинская, Л. Егорова |
| 1922 | 18 мая Париж, Гранд-опера                |      | Свадьба Авроры                                                         | П. Чайковский                                                    | А. Бенуа                     | Б. Нижинская                              | В. Трефилова, П. Владимиров                                                                                 |
| 1922 | 18 мая Париж, Гранд-опера                |      | Мавра фр. Mavra                                                        | И. Стравинский                                                   | Л. Сюрваж                    | Б. Нижинская                              | |
| 1922 | 3 июня Париж, Гранд-опера                |      | Сказ про Лису, Петуха, Кота да Барана (фр. Renard)                     | И. Стравинский                                                   | М. Ларионов                  | Б. Нижинская                              | Б. Нижинская, С. Идзиковский, Ж. Язвинский, М. Фёдоров                                                      |
| 1923 | 13 июня Париж, Гетэ-лирик                |      | Свадебка (фр. Les Noces)                                               | И. Стравинский                                                   | Н. Гончарова                 | Б. Нижинская                              | Ф. Дубровская, Л. Чернышова, Л. Войциховский, Н. Семёнов                                                    |
| 1924 | 3 января Монте-Карло, Казино             |      | Искушение пастушки фр. Les Tentations de la bergère                    | М. Монтеклер                                                     | Х. Грис                      | Б. Нижинская                              | В. Немчинова, Л. Войциховский, Т. Славинский, А. Долин                                                      |
| 1924 | 5 января Монте-Карло, Казино             |      | Лекарь поневоле                                                        | Ш. Гуно                                                          | А. Бенуа                     | Б. Нижинская                              | |
| 1924 | 6 января Монте-Карло, Казино             |      | Лани фр. Les Biches                                                    | Ф. Пуленк                                                        | М. Лорансен                  | Б. Нижинская                              | Л. Войциховский, А. Вильтзак, Н. Зверев, В. Немчинова, Б. Нижинская, Л. Чернышёва, Л. Соколова              |
| 1924 | 8 января Монте-Карло, Казино             |      | Чимарозиана                                                            | Д. Чимароза                                                      | Х.-М. Серт                   | Л. Мясин                                  | Л. Чернышёва, Ф. Дубровская, А. Вильтзак, Л. Соколова, Л. Войциховский, В. Немчинова, С. Идзиковский        |
| 1924 | 19 января Монте-Карло, Казино            |      | Докучные фр. Les Fâcheux                                               | Ж. Орик                                                          | Ж. Брак                      | Б. Нижинская                              | Л. Чернышова, Л. Шоллар, А. Долин, А. Вильтзак                                                              |
| 1924 | 24 июня Париж, театр Елисейских полей    |      | Голубой экспресс (фр. Le train bleu)                                   | Д. Мийо                                                          | А. Лоран, Шанель, П. Пикассо | Б. Нижинская                              | Л. Соколова, Б. Нижинская, А. Долин, Л. Войциховский                                                        |
| 1925 | 28 апреля Монте-Карло, Казино            |      | Зефир и Флора фр. Zéphyr et Flore                                      | В. Дукельский                                                    | Ж. Брак                      | Л. Мясин                                  | А. Никитина, А. Долин, С. Лифарь                                                                            |
| 1925 | 17 июня Париж, Гетэ-лирик                |      | Песнь соловья (фр. Le Chant du rossignol)                              | И. Стравинский                                                   | А. Матисс                    | Д. Баланчин                               | |
| 1925 | 17 июня Париж, Гетэ-лирик                |      | Матросы фр. Les matelots                                               | Ж. Орик                                                          | П. Прюна                     | Л. Мясин                                  | С. Лифарь, Т. Славинский, Л. Войциховский                                                                   |
| 1925 | 11 декабря Лондон, Колизеум              |      | Барабо фр. Barabau                                                     | В. Риети                                                         | М. Утрилло                   | Д. Баланчин                               | Л. Войциховский, С. Лифарь, А. Никитина, А. Данилова, Т. Жева                                               |
| 1926 | 4 мая Монте-Карло, Казино                |      | Ромео и Джульетта фр. Roméo et Juliette                                | К. Ламберт                                                       | М. Эрнст, Х. Миро            | Б. Нижинская                              | Т. Карсавина, С. Лифарь                                                                                     |
| 1926 | 29 мая Париж, театр Сары Бернар          |      | Пастораль фр. Pastorale                                                | Ж. Орик                                                          | П. Прюна                     | Д. Баланчин                               | Ф. Дубровская, Т. Жева, С. Лифарь, Т. Славинский                                                            |
| 1926 | 3 июня Париж, театр Сары Бернар          |      | Чёртик из табакерки фр. Jack in the Box                                | Э. Сати                                                          | А. Дерен                     | Д. Баланчин                               | А. Данилова, С. Идзиковский                                                                                 |
| 1927 | 30 апреля Монте-Карло, Казино            |      | Кошка фр. La chatte                                                    | А. Соге                                                          | Н. Габо А. Певзнер           | Д. Баланчин                               | О. Спесивцева, С. Лифарь                                                                                    |
| 1927 | 1 июня Париж, театр Сары Бернар          |      | Меркурий фр. Mercure                                                   | Э. Сати                                                          | П. Пикассо                   | Л. Мясин                                  | Л. Мясин, В. Петрова                                                                                        |
| 1927 | 7 июня Париж, театр Сары Бернар          |      | Стальной скок фр. Pas d'acier                                          | С. Прокофьев                                                     | Г. Якулов                    | Л. Мясин                                  | А. Данилова, Л. Чернышёва, Л. Мясин, С. Лифарь                                                              |
| 1928 | 6 июня Париж, театр Сары Бернар          |      | Ода фр. Ode                                                            | Н. Набоков                                                       | П. Челищев П. Шарбонье       | Л. Мясин                                  | Л. Мясин, С. Лифарь, Ф. Дубровская, А. Никитина                                                             |
| 1928 | 12 июня Париж, театр Сары Бернар         |      | Аполлон Мусагет фр. Apollon musagète                                   | И. Стравинский                                                   | А. Бошан Шанель              | Д. Баланчин                               | С. Лифарь, А. Никитина, Л. Чернышёва, Ф. Дубровская                                                         |
| 1928 | 16 июля Лондон, театр Её Величества      |      | Боги-попрошайки                                                        | Ф. Гендель                                                       | Л. Бакст Х. Грис             | Д. Баланчин                               | А. Данилова, Л. Войциховский, Л. Чернышёва, Ф. Дубровская                                                   |
| 1929 | 9 мая Монте-Карло, Казино                |      | Бал фр. Le Bal                                                         | В. Риети                                                         | Д. де Кирико                 | Д. Баланчин                               | А. Данилова, А. Долин, Ф. Дубровская, С. Лифарь                                                             |
| 1929 | 21 мая Париж, театр Сары Бернар          |      | Сказ про Лису, Петуха, Кота да Барана фр. Renard                       | И. Стравинский                                                   | М. Ларионов                  | С. Лифарь                                 | |
| 1929 | 21 мая Париж, театр Сары Бернар          |      | Блудный сын фр. Le fils prodigue                                       | С. Прокофьев                                                     | Ж. Руо                       | Д. Баланчин                               | С. Лифарь, М. Фёдоров, Ф. Дубровская                                                                        |

## Комментарии
1. ↑  Лядов неоднократно использовал в своём творчестве мотивы русских народных песен.
2. ↑  На самом деле её звали Хильда Маннингс, но ввиду моды на всё русское, которая бытовала в то время, он взяла псевдоним.
3. ↑  По свидетельству Лифаря, от избытка чувств Дягилев после спектакля поцеловал его ногу, что до этого делал только раз — после премьеры «Призрака розы» с Нижинским.
4. ↑  В мемуарах С. Л. Григорьева дважды — в Главе 15. 1923, с. 153; и в списке балетов труппы Русский балет Дягилева — указана дата 13 июля[15].
5. ↑  И. Ф. Стравинский в мемуарах «Хроника моей жизни» указал дату премьеры 13 июня.

### Фотографии
- Вацлав Нижинский в балетах «Жизель», «Петрушка», «Тиль Уленшпигель», «Игры», «Призрак розы», «Послеполуденный отдых фавна», «Шехерезада», «Ориенталии», «Карнавал», «Павильон Армиды»
- Леонид Мясин в балетах «Легенда об Иосифе», «Парад», «Полуночное солнце», «Волшебная лавка»
- Тамара Карсавина в балетах «Жизель» (с В. Нижинским), «Призрак розы» (с В. Нижинским)
- Серж Лифарь в балетах «Зефир и Флора», «Блудный сын», «Аполлон Мусагет», «Стальной скок» (с Л. Мясиным, А. Даниловой и Л. Чернышовой)
- Михаил и Вера Фокины в балете «Шехерезада»

### Эскизы
- Декорации и костюмы Пикассо к балетам «Парад»  (недоступная ссылка) , «Треуголка»  (недоступная ссылка) , «Пульчинелла», «Голубой экспресс»
- Декорации и костюмы Бенуа к балетам «Жизель»  , «Петрушка»    , «Соловей»   , «Павильон Армиды»
- Декорации и костюмы Ларионова к балетам «Лиса», «Шут»
- Декорации Дерена к балету «Чёртик из табакерки»
- Декорации Гончаровой к балету «Свадебка»